# Essex Golf & Country Club
De Essex Golf & Country Club is een golfclub en een countryclub in Canada. De club werd opgericht in 1902 en bevindt zich in Windsor, Ontario. De club beschikt over een 18-holes golfbaan met een par van 71 en werd ontworpen door Donald Ross.
Naast een golfbaan, beschikt de club ook over een zwembad en een feestzaal.

## Golftoernooien
Voor het golftoernooi is de lengte van de baan voor de heren 6129 m met een par van 71. De course rating is 72,6 en de slope rating is 132.
- Canadees Open: 1976